# Примирие
Примирието представлява временен мир през война по взаимна уговорка на двете воюващи страни. Примирията могат да се зачитат като част от официални международни договори, но от друга страна те са част от неофициална договорка между срещуположните страни. Официалният и окончателен край на войната настъпва с подписването на мирен договор.

## Исторически примери

### Първа световна война
- На 24 декември, 1914 е сключено неофициално примирие между Франция, Великобритания и Германия, заради Коледа. Тъй като официален международен договор не е подписан, войната продължава само след няколко дни.
- Солунско примирие – примирие между България и Антантата, подписано през 1918, за спиране на военните действия помежду им.

### Втора световна война
- На 22 юни 1940 е подписано Компиенското примирие, с което Франция се задължава да демобилизира армията си и да остави по-голямата част от териториите си под немска окупация.